# Варіативний макрос
Варіати́вний ма́крос — можливість препроцесором Сі за допомогою спеціального макроса оголошувати підтримку різного числа аргументів.
Макрос зі змінним числом аргументів представлено 1999 року в ревізії ISO/IEC 9899:1999 (C99) стандарту мови програмування C. Також такі макроси 2011 року введено в ревізію ISO/IEC 14882:2011 (C++11) стандарту мови програмування C++.

## Синтаксис оголошення
Синтаксис оголошення схожий зі синтаксисом варіативної функції: пропуск «...» використовується для позначення того, що можна передати нуль або більше аргументів. При розширенні макросом, кожен виклик спеціального ідентифікатора __VA_ARGS__ у списку заміщення макроса замінюється переданими аргументами.
Доступ до індивідуальних аргументів у списку формальних параметрів не здійснюється ні за значенням, ні за способом, яким їх передано.
У gcc у списку формальних параметрів макроса можуть бути як позначені аргументи (англ. specified arguments), так і передані варіативно (див. приклад).

## Підтримка
GNU Compiler Collection, починаючи з версії 3.0, C++ Builder 2006 і Visual Studio 2005  [Архівовано 8 квітня 2008 у Wayback Machine.] підтримують макроси зі змінним числом аргументів при компіляції коду як мовою C, так і мовою C++. Крім того, GCC підтримує варіативні макроси при компіляції коду мовою Objective-C.

## Приклад
Якщо потрібно printf-подібній функції dprintf(), що приймає ім'я файлу і номер рядка, з якого викликається як аргумент, можна використати такий макрос:
```
void
 
realdprintf
 
(
char
 
const
 
*
file
,
 
int
 
line
,
 
char
 
const
 
*
fmt
,
 
...);
 

#define dprintf(...) realdprintf(__FILE__, __LINE__, __VA_ARGS__)

```

dprintf() можна викликати як:
```
dprintf
(
"Hello, world"
);

```

який доповнюється до:
```
realdprintf
(
__FILE__
,
 
__LINE__
,
 
"Hello, world"
);

```

або:
```
dprintf
(
"%d + %d =%d"
,
 
2
,
 
2
,
 
5
);

```

який доповнюється до:
```
 

realdprintf
(
__FILE__
,
 
__LINE__
,
 
"%d + %d =%d"
,
 
2
,
 
2
,
 
5
);

```

## Альтернативи
У деяких випадках альтернативою варіативним макросам може стати звичайний макровиклик. Наприклад, такий код можна використати для налагодження:
```
#ifdef TRACING

#define TRACE(_p)	printf _p

#else

#define TRACE(_p)

#endif

```

Якщо макрос TRACING визначено під час компіляції, виклик макроса TRACE буде еквівалентним виклику функції printf:
```
TRACE
((
"Виконується рядок %d
\n
"
,
 
__LINE__
));

```

Якщо макрос TRACING не визначено, під час роботи програми повідомлення не друкуватиметься. Зверніть увагу, що параметри виклику цього макроса слід укласти в подвійні дужки.
У деяких інших випадках замість варіативних макросів можна використати функціонал stdargs мов C/C++ і виклик функції vprintf.

Інший приклад:
```
#if defined ( DEBUG_MCU )

 
#define TRACE( args ... )  printf( args )

#else

 
#define TRACE( args ... )

#endif

```